# 日向葵 (モデル)
日向 葵（ひなた あおい、1987年6月28日 - ）は、日本のモデル。新潟県出身。プライムエージェンシー所属。

## 出演作品

### イメージビデオ
- 「日向葵」（2006年11月24日、オルスタックピクチャーズ）
- 「ロリ・ペット」（2007年3月19日、ベガファクトリー）
- 「DANGER X 少女くりっく」（2007年8月31日、ぶんか社）
- 「日向ぼっこ♪」（2008年、Air control ）
- 「DANGER X 苛めないで」（2008年6月27日、ぶんか社 ）
- 「アナタ…」（2009年1月30日、キングダム[2]）
- 「SEXY COLLECTION 1 ～スクール編～」（2009年5月25日、ベガファクトリー）他出演:七瀬愛、野嶋志保、荻堂れいか、桜あゆみ
- 「未熟 日向葵の全てをあ・げ・る」（2009年9月5日、グラマラスキャンディ）
- 「ゲキ着!IDOL SEXY 日向葵」（2009年11月5日、グラマラスキャンディ）
- 「ギリグラ!!桃色領域/日向葵」（2010年1月14日、バグース【BAGUS】）
- 「ゲキ着! IDOL 日向葵」（2010年2月4日、グラマラスキャンディ）
- 「センチュリオン 日向葵 伝説の美スジ女王/日向葵」（2010年5月20日、バグース【BAGUS】）
- 「ギリグラ!! 秘宝館 日向葵/日向葵」（2010年7月15日、バグース【BAGUS】）
- 「ゲキ着! IDOL HEAVEN 日向葵」（2010年9月9日、グラマラスキャンディ）
- 「センチュリオン 日向葵 2/日向葵」（2010年12月16日、バグース【BAGUS】）
- 「モルディブでの初体験/日向葵」（2011年2月11日、キングダム）
- 「HIMAWARI/日向葵」（2011年4月8日、キングダム）
- 「Acid Bomb/日向葵」（2011年6月30日、INTEC Inc）
- 「センチュリオン 日向葵 3/日向葵」（2011年8月25日、バグース【BAGUS】）
- 「もうムリ!! 日向葵 /日向葵」（2011年10月13日、バグース【BAGUS】）
- 「Acid Bomb 2/日向葵」（2011年12月22日、INTEC Inc）
- 「もうムリ!! 日向葵 2/日向葵」（2012年2月16日、バグース【BAGUS】）
- 「日向葵」（2012年4月12日、バグース）※ BD同時発売
- 「秘密のモルディブ」（2012年7月27日、キングダム）
- 「モルディブでの思い出」（2012年9月14日、キングダム）
- 「スジドルのすべて」（2012年12月6日、バグース）※ BD同時発売
- 「日向葵／無修正～モルディブ編1 ～～モルディブ編2～」（2013年2月8日、キングダム）

## 写真集
- はじめてのプレゼント（2006年12月、彩文館出版、撮影：福島裕二）ISBN 978-4775601693